# Wernerstraße (Cottbus)
In der Cottbuser Innenstadt erstreckt sich die Wernerstraße (niedersorbisch: Wernerowa droga) in Nord-Süd-Richtung von der Berliner Straße bis zum Betriebsgelände der Deutschen Bahn AG. Parallel verlaufen die Schillerstraße und die Bahnhofstraße.
Die Wernerstraße befindet sich innerhalb des Denkmalbereichs „Westliche Stadterweiterung“, ist geprägt durch die gründerzeitliche Blockrandbebauung und gilt als attraktiver Standort für innerstädtisches Wohnen.

## Geschichte
Um 1870 wurden im Norden beginnend in der damaligen Grünstraße auf der rechten Seite die ersten Wohnhäuser errichtet.

„Als diese Häuser entstanden, gab es noch keine Auflagen hinsichtlich der Planung neuer Straßen. Entsprechend gering ist hier die Straßenbreite.“

Weiter südlich ist die Korrektur der Baufluchtlinien auf Grund des 1875 verabschiedeten „Preußischen Fluchtliniengesetzes“ zu erkennen – die Verbreiterung der Straße auf Höhe der heutigen Kammerbühne.

„Die Bebauung wurde entscheidend von den privaten Interessen der Grundstücksmakler, Bauunternehmer und Hausbesitzer geregelt und erfolgte deshalb eher unplanmäßig.“

Umbenannt wurde die einstige Grünstraße bzw. Neue Grünstraße im Jahre 1914 nach dem ehemaligen Oberbürgermeister und Ehrenbürger Paul Werner (1848–1927) nach dessen Amtszeit.
Der Abschnitt südlich der heutigen Wilhelm-Külz-Straße bis zum Bahngelände wurde in den Cottbuser Adressbüchern erst 1909 als Neue Grünstraße erwähnt. Vorher standen dort keine Häuser.
Im Laufe der Jahre hat es einige Umnummerierungen gegeben, sodass es in der heutigen Wernerstraße keine Hausnummern 1–7 gibt. Der Abschnitt zwischen Berliner Straße und August-Bebel-Straße ist heute auf der linken Seite (von Norden kommend) nicht bebaut.
Hier standen noch bis 2005 die Produktionsgebäude der „Alten Teppichfabrik“ von Otto Pietsch bzw. der späteren „Vereinigten Smyrnaer Teppichfabrik AG“, diese sind inzwischen abgerissen.

„Die Gebäude Nr. 10–17 an der Ostseite des Schillerplatzes wurden zwischen 1885 und 1893 durch die Firma des Maurermeisters Paul Broeßke im Stil der Neurenaissance erbaut. Die ursprünglich reichen Fassadengliederungen sind durch Putzabschlag im Rahmen von Sanierungen in den 70er Jahre verloren gegangen. Nur an der Wernerstraße 16 ist noch die vollständige, bauzeitliche Fassadenstruktur erhalten.“

Diesen Häusern gegenüber erstreckt sich zwischen der August-Bebel-Straße und der Karl-Liebknecht-Straße der Schillerplatz mit dem Staatstheater und der Parkanlage.

## Baudenkmale in der Wernerstraße

### Wernerstraße 8
Als Mietwohnhaus 1907/08 für den Bauunternehmer Heinrich Schenker errichtet, wurden hier in den Cottbuser Adressbüchern 1909 erstmals Bewohner notiert.
1999 wurde die Sanierung und Rekonstruktion des Gebäudes abgeschlossen, wobei die Straßenfassade erhalten blieb.
Dieser imposante Bau ist durch eine lebhaft strukturierte Fassade gekennzeichnet. Farbkontraste, Fenstervariationen und drei unterschiedlich gestaltete Loggien im ersten, zweiten und dritten Obergeschoss wecken die Aufmerksamkeit ebenso wie der segmentbogenförmige Fassadenvorsprung in der Mitte der Hausfront.
Auf dem Satteldach des viergeschossigen Gebäudes befindet sich ein Zwerchhaus inmitten zweier Dachgauben.
Optisch ist das höher gelegene Kellergeschoss durch einen gequaderten Sockel und ein Sockelgesims von der Hochparterre abgesetzt. Weitere Akzente setzen Lisenen und Ornamente in den oberen Etagen, die Kammstruktur im Putz der Hochparterre sowie das Glasmosaik mit Frauenkopfmotiv über dem Torbogen des Eingangs.

### Wernerstraße 9
Das Wohnhaus im Kontext der Blockrandbebauung wurde 1904/05 im Auftrag des Schmiedemeisters Hermann Kiesche vom Architektur- und Baugeschäft Dümpert & Hauke erbaut.
Als Firmen waren 1905 H. Kieschke als Hufbeschlagmeister und 1921/22 die Holzhandlung Boyde & Leske eingetragen. Mit der fast komplett erhaltenen Fassade ist das Gebäude eines der wenigen intakten Vertreter dieser Architekturära am Schillerplatz.

### Wernerstraße 10
In dem Haus der Wernerstraße 10 (frühere Grünstr. 14) wurden in den Cottbuser Adressbüchern 1881 erstmals Bewohner genannt. Der Schmiedemeister A. Krautz ließ sich das Haus erbauen.
Die erste Eintragung unter Hotels und Gasthöfe ist 1897 nachgewiesen. Schon 10 Jahre vorher findet man immer wieder sogenannte „Restaurateure“, frühere Gasthofbesitzer, als Bewohner eingetragen. Das Haus gehört aus städtebaulicher Sicht zum ältesten Teil der historischen Bebauung am Schillerplatz.
Das Haus ist zweigeschossig mit sieben Fensterachsen und symmetrischer Fassadengestaltung gebaut. Die Symmetrie wird durch den Eingangsrisalit, der in einem Zwerchgiebel mündet, erreicht. Auf dem Dach wurden nachträglich 1993 vier Giebelgauben eingebaut. Die Fassade wird durch verschiedene Gestaltungselemente gegliedert. Die beiden Seiten schließt eine Eckquaderung ab, die vom Erdgeschoss bis zum Obergeschoss durchgängig ist. Ein Gurtgesims mit einer Verkröpfung am Mittelrisalit, durch zwei aufgesetzte Voluten akzentuiert, schließt das Erdgeschoss ab. Die Fenster haben eine Profilrahmung und sind an den Fensterstürzen durch eine Bandstruktur verbunden. Im Obergeschoss sind die Fenster durch eine Profilrahmung und eine Gesimsverdachung hervorgehoben. Das zentrale Fenster über der Eingangstür wird durch eine Gesimsverdachung mit aufgesetzten Voluten betont. Der Mittelrisalit endet in dem Zwerchhaus mit Dreiecksgiebel und zwei Fenstern.
In den Adressbüchern verzeichnet wird 1899 ein Fuhrwerks- und Droschkenbesitzer, 1905 ein Pferdehändler und ab 1921/22 eine Ross-Schlächterei.

### Wernerstraße 11
Dieses dreigeschossige Gebäude, für den Zimmermeister Otto Rost durch den Maurermeister Paul Broeßke im Stil der Neurenaissance erbaut, wurde in den Cottbuser Adressbüchern erstmals 1889 als Mietshaus erwähnt.
Es ist Teil der Blockrandbebauung an der Ostseite des Schillerplatzes.
Bei der Rekonstruktion des Wohnhauses 1976/77 ist laut den Bauakten die ursprünglich reiche Fassadengliederung durch Putzabschlag verloren gegangen. Nur die Grundgliederung mit Lisenen und wenigen Dekormotiven wurde beibehalten. Die beiden äußeren der insgesamt vier Fensterachsen sind seitlich von geschossübergreifenden Lisenen flankiert. Alle Fenster wie auch der Eingang sind mit eingetieften Faschen umrahmt.
Ein Gurtgesims, ein Sockel und eine glatte Putzfassade gestalten das Erdgeschoss.
Im ersten bzw. zweiten Obergeschoss befinden sich Gesimsverdachungen über den Fenstern, die in den Seitenachsen einzeln und in den Mittelachsen paarig angeordnet sind. Dort wiederum fassen sie mit Segmentbögen bzw. Dreiecken ein Kartuschenmotiv ein. Das flachere dritte Obergeschoss ist durch ein Sohlbankgesims abgesetzt, welches in der Mitte durch ein Putzfeld unterbrochen wird. Dieses Putzfeld besitzt eine separate Sohlbank sowie eine Segmentbogenverdachung mit Muschelmotiv.
Ein Flachdach mit weit ausladender Traufzone schließt das Gebäude ab.

### Wernerstraße 12
Dieses viergeschossige Gebäude, durch den Maurermeister Paul Broeßke im Stil der Neurenaissance erbaut, wurde in den Cottbuser Adressbüchern erstmals 1891 als Mietshaus erwähnt. Es ist Teil der Blockrandbebauung an der Ostseite des Schillerplatzes. Eine Sanierung erfolgte 1999.
Das Erdgeschoss wird durch Sockel und Gurtgesims gekennzeichnet. Fenster und Eingang sind mit eingetieften Faschen umrahmt und verfügen über Sturzfelder mit Schlussstein und seitlichen Knöpfen.
Ein Sohlbankgesims, Brüstungs- und Segmentbogenfelder mit Schlussstein umgeben die Fenster im ersten Obergeschoss.
Das Traufband im zweiten Obergeschoss wird an den Lisenenansätzen durch Kartuschen betont und weist ein zentrales Dekormotiv auf. Das flachere dritte Obergeschoss wird durch ein Sohlbankgesims abgesetzt.
Das Haus besitzt ein Flachdach mit weit ausladender Traufzone.
In den Adressbüchern ist hier Anfang der 1920er Jahre ein Malergeschäft aufgeführt, später eine Schuhmacherei.

### Wernerstraße 13
Dieses Haus wurde 1887/88 für den Zimmermeister Otto Rost durch den Bauunternehmer Paul Broeßke erbaut. Es ist Teil einer Blockrandbebauung an der Ostseite des Schillerplatzes. 1994 erfolgte eine Rekonstruktionsmaßnahme.
Es ist viergeschossig mit vier Fensterachsen und schlichter Fassadengestaltung. Geputzte Brüstungsspiegel und Fensterbänke im ersten Obergeschoss dienen als Basis für die profilierte und farblich abgesetzte, über zwei Geschosse geführte senkrechte Fensterrahmung.
Gurtgesims und Sockel prägen das Erdgeschoss. Kleinere Fenster und ein Kranzgesims gestalten das dritte Obergeschoss. Den Abschluss bildet ein Flachdach mit ausladender Traufzone.
In den Adressbüchern 1921/22 ist für dieses Haus u. a. eine Fleischerei und 1926 ein Fuhrunternehmen eingetragen.

### Wernerstraße 14
In den Cottbuser Adressbüchern werden für die Wernerstraße 14 im Jahr 1891 die ersten Mieter aufgeführt. Der Maurermeister Paul Broeßke war Bauherr und Ersteigentümer dieses Miethauses.
Das viergeschossige und vier Fensterachsen breite Gebäude fällt durch eine aufwendige Gestaltung der Fenster auf. So sind die äußeren Fenster des ersten und zweiten Obergeschosses durch hervortretende Putzeinfassungen geschossübergreifend verbunden. Über den äußeren Fenstern im zweiten Obergeschoss befindet sich zusätzlich ein Rundbogengesims.
Das dritte Obergeschoss, ein Zwischengeschoss, ist niedriger ausgebaut worden und die Fassade wird durch eine weit ausladende Traufzone unter dem Dach abgeschlossen. Laut Bauakten wurde im Jahr 1971 eine Generalinstandsetzung und Modernisierung des Wohnhauses durchgeführt. In den Jahren 1979/80 folgte die Rekonstruktion des Daches und der Fassade. Dabei ist die bauzeitliche Fassadenstruktur fast vollständig zerstört worden. Auf eine denkmalgeschützte Arbeit konnte man zu dieser Zeit nicht hoffen.
Im Januar 2013 wurde erneut mit der Innensanierung des Hauses begonnen.

### Wernerstraße 15
Nach den Cottbuser Adressbüchern wohnten im Jahr 1891 die ersten Mieter in diesem Haus, das ebenfalls durch den Maurermeister Broeßke erbaut wurde.
Das Erdgeschoss dieses viergeschossigen und vier Fensterachsen breiten Gebäudes ist durch einen breiten Sockel mit einem Gurtgesims geprägt.
Im Erdgeschoss rechts befindet sich eine verzierte Kassetten-Eingangstür zu den Mietwohnungen, bei der es sich wohl um die Originaltür handelt.
Links befinden sich die Ladentür und das Schaufenster für die Geschäftsräume.
Die Obergeschossfenster werden durch eingetiefte Faschen geprägt. Im ersten Obergeschoss sind die Fenstergesimse über jedem Fenster gesondert angebracht.
Das dritte Obergeschoss unter dem Dach ist niedriger ausgebaut. Die Fassade mündet in einer weit ausladenden Traufzone mit einem Konsolgesims.
Im Jahr 1903 war hier ein Viktualien- und Vorkostgeschäft eingemietet, 1921/22 ein Kolonial- und Materialwarengeschäft.

### Wernerstraße 16
Bei der Hausnummer 16 handelt es sich um ein viergeschossiges, siebenachsiges Mietshaus aus dem Jahr 1888. Die beiden zweiachsigen Seiten treten leicht hervor und werden im Sockelgeschoss durch Diamantquader und in den Obergeschossen durch Pilaster mit Diamantquadern betont. Der zentrale Eingang und die Fenster des Erdgeschosses sind mit Schlusssteinen versehen. Das Sockelgeschoss wird mit einem Gesims von den Obergeschossen getrennt. Im ersten Obergeschoss werden die Fenster mit einer geohrter Rahmung, Gesimsverdachung auf Konsolen und in der Brüstungszone mit Diamantquadern betont. Die Fenster der beiden Seiten sind jeweils durch eine gemeinsame Gesimsverdachung zusammengefasst. Im zweiten Obergeschoss werden die Fenster jeweils von einer Gesimsverdachung mit Diamantquadern und einem schmalen Dekorfeld unterhalb der Fenster eingerahmt. Das flache dritte Obergeschoss zeigt schmale Zwillingsfenster unter gemeinsamer Gesimsverdachung und leicht dekorierter Brüstungszone. Die Pilaster finden mit Diamantquadern im Hochformat und Beschlagwerk ihren Abschluss unterhalb der ausladenden Traufzone.
Das Gebäude ist ein Zweispänner. Bauherr war der Schornsteinfegermeister J. Kuhnt. In den Jahren 1977 bis 1979 fanden Renovierungsarbeiten statt.

### Wernerstraße 17
Hausnummer 17 ist ein viergeschossiges Mietshaus aus dem Jahr 1886. Die Fassade geht über sechs Fensterachsen, von denen jeweils zwei durch Diamantquader im Erdgeschoss bzw. Pilaster in den Obergeschossen eingefasst werden. Die Geschosse werden durch Sohlbankgesimse optisch voneinander getrennt. Die Pilaster laufen mit angedeuteten Kapitellen in den jeweiligen Gesimsen aus. Die Fenster werden durch Faschen und mit einzelnen Gesimsverdachungen eingerahmt. Das erste Obergeschoss prägen Dekorfelder mit Diamantquadern im Brüstungsbereich. Das dritte Obergeschoss ist flacher ausgeführt. Das Haus ist ein Zweispänner, der Eingang ist zentral.
Bauherr war der Klempnermeister Ernst Schulz.
Ausgeführt wurde der Bau durch den Maurermeister Paul Broeßke, der es als Teil der Mietshausgruppe Wernerstraße 11-17 errichtete. Wie die anderen Gebäude dieser Gruppe enthält die Fassade nur leicht variierte Neurenaissance-Elemente, die bei der Renovierung 1976–1979 verändert wurden.

### Wernerstraße 18
Das Wohn- und Geschäftshaus wurde in den Cottbuser Adressbüchern erstmals 1891 erwähnt. Der Fabrikdirektor Bleit ließ das Gebäude errichten.
Es ist dreigeschossig, fünf Fensterachsen breit und das Erdgeschoss wird durch einen geklinkerten Sockel hervorgehoben. Rechts und links in den Seitenachsen befinden sich Ladeneinbauten, die den zentralen Hauseingang einrahmen. Das Erdgeschoss wird durch ein Gurtgesims abgeschlossen.
Die Fenster des Hauptgeschosses sind mit farblichen Faschen abgesetzt, die beiden seitlichen Fenster durch Sturz- und Sohlbankband verbunden. Die Fenster des Attikageschosses sind klein und quadratisch. Ein profiliertes Traufgesims mit Konsolen schließt die Fassade unter dem Dach ab.
In diesem Haus waren im Laufe der Jahre viele Geschäfte eingemietet, von 1905 bis 1938 u. a. ein Kolonialwarenhandel, ein Tabakgeschäft, ein Friseur und eine Bäckerei.
Im Jahr 1980 erfolgte die Rekonstruktion des Gebäudes, wobei nicht viel von der ursprünglichen Fassadenstruktur erhalten blieb.

### Wernerstraße 19
Die beiden Gebäude gehören als Gewerberäume eigentlich zur Bahnhofstraße 55. Sie wurden 1895/96 für die Firma Keilbach errichtet und später um- und ausgebaut.
Das nördliche Gebäude ist zweigeschossig und wird durch drei unterschiedlich strukturierte Wandflächen innerhalb der Fassade zum Hof gekennzeichnet. Im ersten Wandbereich befinden sich rechteckige Fenster mit Putzfeld, im zweiten Bereich, im Erdgeschoss, befinden sich dagegen Segmentbogenfenster mit Backsteinsturz und im Obergeschoss rechteckige Fenster. Im Abschluss zur Wernerstraße, im dritten Bereich, werden Ecklisenen, Gurtgesims und Segmentbogenfenster als Gestaltungselemente verwendet.
Das südliche Gebäude ist dreigeschossig mit zwei unterschiedlich strukturierten Wandbereichen in der Fassade zum Hof. Der Ostteil des Südgebäudes wird durch rechteckige Fenster, Gurtgesims und durch die mit Putzfeldern verbundenen Fensterachsen in beiden Obergeschossen gestaltet.
Der westliche Teil wird durch Putzbänderung und Gurtgesimsabschluss im Erdgeschoss, sowie durch Eck- und Seitenlisenen, die die Fensterachsen im Obergeschoss mit Profilputzfeldern einfassen, hervorgehoben.
Einige Firmen waren im Laufe der Jahre hier ansässig, unter anderem 1921/22 eine Wagenbaufirma, 1940 ein Möbelhaus, 1963 die GHG Möbel- und Kulturwaren Cottbus und seit 1995 ist es ein Bildungsträger.

### Wernerstraße 20
Dieses Haus wurde in den Cottbuser Adressbüchern erstmals 1891 als Mietshaus erwähnt. Der Maurermeister H. Schuppan war der Bauherr.
Es ist ein dreigeschossiger Sichtziegelbau mit vier Fensterachsen und einem Flachdach. Die Fassade ist durch einen symmetrisch angeordneten flachen Mittelrisalit über zwei Fensterachsen, der mit einem Blendgiebel im Dachbereich abschließt, gekennzeichnet. Die Fenster sind durch helle Klinker- bzw. Putzbänder zwischen Sturz und Sohlbank miteinander verbunden. Das Erdgeschoss ist durch einen Putzsockel geprägt, die Fensterrahmungen zeigen ein Dekor in den Brüstungen, Überfangbögen und ein abschließendes Gurtgesims.
Im ersten Obergeschoss haben die Fenster eine jeweilige Gesimsverdachung und profilierte Sturz- und Brüstungsfelder. Im zweiten Obergeschoss ist die Gesimsverdachung der Fenster geringer profiliert, das Dekor unterhalb der Sohlbänke bildet einen Blickfang. Die Fassade schließt mit einem reich profilierten Traufgesims mit Attika, Blendgiebel und Traufplastiken ab. Sie zeigt einen schönen Kontrast zwischen der roten Klinkerverblendung, den gelben Klinkerbändern und den hellen Putzzonen.
In diesem Haus waren viele verschiedene Firmen ansässig, u. a. 1905 ein Büro für schriftliche Arbeiten, 1921/22 ein Tuchhandel und Tuchversand, 1921/22 ein Schuhmacherei und eine Schneiderei.

### Wernerstraße 21
Maurermeister H. Schuppan erbaute dieses Haus wohl im Jahr 1893, in dem Jahr zogen laut den Cottbuser Adressbüchern nachweislich erste Mieter ein.
Das dreigeschossige Gebäude mit vier Fensterachsen fällt durch die Klinker-Putz-Fassade auf. Im Erdgeschoss und im ersten Obergeschoss werden die beiden zentralen Fenster durch eine Putzrahmung verbunden. Ins Blickfeld gerückt werden die Fenster durch verschiedene Gestaltungselemente wie Baluster, seitliche Pilaster, Sturzdekor und eine abschließende Gesimsverdachung mit zentralem Segmentbogengiebel. Die Fenster der Seitenachsen im Erdgeschoss werden durch Profilrahmungen und Schlusssteine gekennzeichnet. Auch Gesimse an der Sohlbank und am Sturz gestalten die Fassade.
Im ersten Obergeschoss befindet sich ein Sohlbankband. Die Fenster der Seitenachsen haben jeweils ein Brüstungsfeld sowie ein Sturzdekor und eine Gesimsverdachung.
Das zweite Obergeschoss zeichnet sich durch die schlichte Rahmung der Fenster, an der ein Sturzband ansetzt, aus. Die Fassade endet in einer profilierten Traufzone mit Zahnschnitt und einer sehr flachen Attikazone unter dem Dachbereich. Mittig im vorderen Dach wurde ein Segmentbogenaufsatz aufgemauert, der ein Schmuckelement darstellt.
1921 war u. a. Albert Heine Eigentümer des Hauses. Im Jahr 1930 hatte sich ein Nachrichtenbüro eingemietet, heutiger Mieter ist der Verlag des „Märkischen Boten.“

### Wernerstraße 22
Erbaut wurde auch dieses Gebäude vom Maurermeister Schuppan, erste Mieter zogen laut den Adressbüchern um 1891 ein.
Das dreigeschossige Eckgebäude mit der typischen Klinker-Putzfassade hat eine zentrale Eingangstür und ist sieben Fensterachsen breit. Das Gebäude wird durch einen flachen Mittelrisalit über der großen Eingangstür symmetrisch geteilt. Die Fenstergestaltung in der Hauptwohnetage ist auffallend.
Das Erdgeschoss wird durch einen Putzsockel und ein Gurtgesims von den Obergeschossen abgegrenzt. Die Fenster im Erdgeschoss sind mit Schlussstein und profilierten Ausschrägungen durch ein Sturzgesims verbunden.
Die Fenster im ersten Obergeschoss haben jeweils eine Gesimsverdachung, im zweiten Obergeschoss ist die Sturzzone der Fenster in die Traufzone integriert. Die Konsolen des Traufgesims sind an den Sturzecken der Fenster platziert. Bei beiden Geschossen werden die Fenster mit Profilrahmung und Brüstungsfeldern gekennzeichnet. Die Traufzone ist reich profiliert, weist einen Zahnschnitt und Konsolen auf. An der Südseite des Gebäudes befindet sich ein flacher Risalit. Ein Fenster des ersten Obergeschosses ist reich dekoriert und mit einem Segmentbogen verdacht, der mit dem breit gerahmten Fenster des zweiten Obergeschosses verbunden ist.
Das Gebäude beherbergte ab 1901 ein Geschäft für Getreide und Saatgut sowie 1903 ein Institut für Schönheitspflege und Maniküre.

### Wernerstraße 23/24
Bauherr für dieses Projekt auf der ehemaligen Brachfläche war die GESAP (Gesellschaft für Sanierung und Privatisierung mbH). Mit dem optisch ansprechenden Eckgebäude, das 1999/2000 entstand, wurde die bestehende alte Bausubstanz durch einen Neubau ergänzt, um ein Innenstadtquartier zu verdichten.

### Wernerstraße 25
Dieses Haus wurde in den Cottbuser Adressbüchern erstmals 1887/88 als Mietshaus erwähnt.
Es ist viergeschossig mit einem zusätzlichen Giebelgeschoss und durch einen zentralen Erker symmetrisch gegliedert.
Zwei Konsolen „tragen“ den Erker, der im ersten Obergeschoss beginnend, im zweiten Obergeschoss mit einem Altan abschließt und sich im dritten Obergeschoss mit geringerer Tiefe bis zum Traufgesims fortsetzt.
Lisenen bzw. Ecklisenen flankieren die einzelnen Fensterachsen; das erste und zweite Geschoss übergreifend.
Auf dem Dach befindet sich eine große Giebelgaube mit drei kleinen schmalen Fenstern und jeweils einem rechts und links angedeuteten Fenster in Putz, einem Blendfenster.
Das Gesims zwischen zweitem und drittem Obergeschoss weist Abschnitte mit Zahnfries auf.
Neben Sockel und Gurtgesims gestalten glatte vertiefte Fenster- und Türrahmungen das Erdgeschoss. Sie bilden zusammen mit den Lisenen den einzigen Kontrast zur ansonsten grobkörnigen Fassadenfläche.
In den Adressbüchern von 1921/22 ist hier Dr. Oskar Lecher mit dem „Lausitzer Industrie-Laboratorium“ als öffentliche chemische Untersuchungsanstalt und Großhandel für Chemikalien verzeichnet.

### Wernerstraße 27
Dieses Haus wurde in den Cottbuser Adressbüchern erstmals 1934 als Geschäftsgebäude für Landesprodukte und Düngemittel der Fa. Lehmann und Richter GmbH erwähnt, die auch als Eigentümer auftraten.
Erfolgte Um- und Anbauten lassen den quaderförmigen Bau mit Flachdach unproportional erscheinen.
Es existieren ein Obergeschoss und vermutlich ein Dachboden, durch ein kleines Fenster an der Südseite zu erkennen. Ein Klinkersockel und eine glatte farbige Putzfassade sind schlichte Gestaltungselemente.
Mehrere unterschiedliche Fensterformen verstärken die Disharmonie des Gebäudes.
Heute beherbergt das Gebäude einen Meisterbetrieb für Elektroinstallation.

### Wernerstraße 28
Vermutlich wurde dieses Gelände kurzzeitig für die Lagerung fertiger Kutschen oder deren Reparaturwerkstätte genutzt, wie es aus einer Werbeanzeige der „Cottbuser Wagen-Fabrik Albert Keilbach“ von 1899 hervorgeht. In den zwei kleinen Backsteingebäuden ist hier heute eine Firma für Werkstattausrüstung ansässig. Im hinteren Teil des Hofes befindet sich ein Wohnhaus.

### Wernerstraße 30
Dieses Haus wurde 1924/25 für den Architekten Arthur Brett erbaut und in den Cottbuser Adressbüchern erstmals 1926 als Wohnhaus erwähnt. Im Kellergeschoss befand sich eine Dienstbotenwohnung.
Dieses viergeschossige freistehende Eckgebäude orientiert sich mit dem steilen Walmdach, Zwerchgiebel und Gesimsgliederung an traditionellen Architekturformen. Klinkersockel, Gurtgesims und Traufband strukturieren die Fassade horizontal.
An den Gebäudeseiten liegt die Betonung jeweils in der Fassadenmitte:
- an der Südseite befinden sich der von Blendbogen eingefasste Eingangsbereich (Backsteintreppe und Podest mit gemauerter Balustrade) und eine Loggia im ersten Obergeschoss
- an der Westseite ein halbrunder Standerker mit Altan sowie ein Zwerchgiebel mit seitlichem Fußwalm
- an der Nordseite ein flachkonvexer Erker und Dachverkröpfung
- an der Ostseite ein eingeschossiger Vorbau mit Treppenzugang.

Die Fensterformen variieren. So sind im Obergeschoss dreiteilige fast quadratische Fenster und im Erdgeschoss hohe rechteckige Fenster eingebaut.
Auf dem Walmdach befinden sich eine Fledermausgaube, zwei Schleppgauben auf der Südseite sowie der Zwerchgiebel und zwei schmale Schleppgauben auf der Westseite.
Als Einfriedung dient ein Lattenzaun zwischen Klinkerpfeilern.
Von 1945 bis 1955 war das Gebäude Sitz der russischen Personalverwaltung. Danach, von 1960 bis 1991, wurde es für die Kinderkrippe bzw. den Kindergarten der Reichsbahn genutzt.

### Wernerstraße 33
Dieses Haus wurde 1911/12 für Richard Rothe erbaut und in den Cottbuser Adressbüchern erstmals 1913 als Mietshaus in der damaligen Neuen Grünstraße erwähnt.
Es ist Teil der fast zeitgleich entstandenen, zum Teil veränderten aber geschlossen erhaltenen historischen Bebauung im südlichen Bereich der Wernerstraße. Es erfolgte 1995/96 eine originalgetreue Sanierung der Fassade, einschließlich der Stuckelemente. Eine zweite Sanierung der Fassade wurde 2012 durchgeführt.
Dieses viergeschossige Wohnhaus hat ein Berliner Dach mit geschweiftem Zwerchgiebel und seitlichen Schleppgauben.
Ein Sockel mit Ritzquaderung, Rundbogenfenstern, die paarweise durch ein Glattputzfeld verbunden sind, Kammputz sowie der rundbogige Eingang gestalten das Erdgeschoss. Über dem Eingang befindet sich ein Ovalfenster mit kartuschenähnlicher Einfassung in Glattputz.
Über das erste und zweite Obergeschoss erstreckt sich ein rechteckiger abgewalmter Erker mit Rundbogenfenstern, die von geschossübergreifenden Lisenen gerahmt werden. Links des Erkers befinden sich breite Segmentbogenfenster in geschossübergreifender Rahmung. Rechts des Erkers befinden sich Fenstertüren mit modernen Gittern, daran anschließend schmale Segmentbogenfenster.
Zwischen den Geschossen erscheinen innerhalb der Fensterachsen flache Verzierungen, die als gerahmte Formen auf die Fassadenfläche gesetzt sind.
Die vielfältigen Masken- und Kartuschenmotive sind vom Jugendstil geprägt. Die Sturzzonen der Fenster im zweiten Obergeschoss sind mit reichen Dekoreinfassungen gestaltet. Durch die Traufzone zieht sich ein schmales Ornamentband. Ein weiteres Ornamentband verbindet die Fenster im ersten Obergeschoss in Kämpferhöhe. Hier ist die Fassade mit Kammputz gestaltet.

### Wernerstraße 34
Dieses Haus wurde 1911/12 für den Schmied Hieronymus Kuppler erbaut und in den Cottbuser Adressbüchern erstmals 1913 als Mietshaus in der damaligen Neuen Grünstraße erwähnt.
Die annähernd symmetrische, die Mitte betonende Fassade mit Zwerchgiebel weist eine zeittypische Gliederung auf. Das flache Reliefdekor mit geschwungenen Formen und Rispenmotiven ist noch vom Jugendstil beeinflusst. Es handelt sich hier um ein viergeschossiges Gebäude über sechs Achsen. Im Erdgeschoss haben Eingangstür und das benachbarte Fenster eine gemeinsame Dekoreinfassung und die Fenster der Seitenachsen geritzte Schlusssteine in den Sturzzonen. Die Obergeschossfenster sind mit Sohlbankgesimsen miteinander verbunden und mit Zahnfriesen in der Sturzzone dekoriert. In der Brüstungszone zeigt sich geritztes bzw. profiliertes Wellendekor. Die beiden Mittelachsen werden durch genutete Lisenen eingefasst. Durch die Traufzone ziehen sich ein Dekorband und ein Profilgesims. Den Abschluss bildet ein Satteldach einschließlich Zwerchgiebel mit ovaler Fensterform sowie zwei seitlichen Schleppgauben.

### Wernerstraße 35/36
Auf dem Grundstück der Wernerstraße 35/36 befindet sich ein Garagenkomplex.

### Wernerstraße 37
Dieses Haus wurde 1907/08 für den Kaufmann Hans Reck erbaut und in den Cottbuser Adressbüchern erstmals 1909 als Mietshaus in der Neuen Grünstraße erwähnt.
Es ist Teil der fast zeitgleich entstandenen, zum Teil veränderten, aber geschlossen erhaltenen historischen Bebauung im südlichen Bereich der Wernerstraße.
Inzwischen ist die Fassade durch völligen Putzabschlag stark vereinfacht. Ein mittig angedeuteter Erker mit Zwerchgiebelabschluss gestaltet das viergeschossige Gebäude symmetrisch. Auf dem Berliner Dach befinden sich vier Schleppgauben. Die modernen Kastenfenster sind quadratisch, außer im Bereich des flachen Mittelerkers. Hier befinden sich Segmentbogenfenster und im Giebelfeld Rundbogenfenster. Über dem Eingang mit Rundbogen befindet sich ein kleines ovales Fenster. Eingang und alle Fenster sind weiß umrahmt, die Fassade ist rau verputzt ohne weitere Verzierungen.
In den Adressbüchern von 1921/22 war hier ein Wein- und Spirituosen-Geschäft verzeichnet.

### Wernerstraße 38
Dieses Haus wurde 1907/08 für den Maurerpolier Max Bialucha erbaut und in den Cottbuser Adressbüchern erstmals 1909 als Mietshaus in der Neuen Grünstraße erwähnt. Es ist Teil einer Blockrandbebauung, sowie Teil der fast zeitgleich entstandenen, zum Teil veränderten aber geschlossen erhaltenen historischen Bebauung im südlichen Bereich der Wernerstraße.
Durch völligen Putzabschlag ist die Fassade inzwischen stark vereinfacht. Nur in den seitlichen Erkern mit dem Zwerchgiebelabschluss zeigen sich noch historische Strukturen.
Das viergeschossige Gebäude weist mit den trapezoiden Erkern in den Seitenachsen eine symmetrische Fassadengliederung auf. Die beiden Erker schließen im Dachbereich mit Zwerchgiebeln ab und fassen zwei Schleppgauben ein. Durch die Traufzone zieht sich ein Profilgesims, das sich im Bereich des Erkers verkröpft.
Außer im Erdgeschoss sind alle Fenster mit schmalen Faschen umgeben und haben Fensterbankgesimse. Es ist ein kleiner Vorgarten vorhanden. In den Jahren 1921/22 wurde hier eine Pension betrieben.

### Wernerstraße 39
Für den Malermeister Max Wegehaupt erbaut, wurde dieses Haus in den Cottbuser Adressbüchern erstmals 1913 als Mietshaus in der damaligen Neuen Grünstraße erwähnt. Es ist Teil einer Blockrandbebauung sowie Teil der fast zeitgleich entstandenen, zum Teil veränderten, aber geschlossen erhaltenen historischen Bebauung im südlichen Bereich der Wernerstraße.
Durch Verlust des Putzdekors ist die Fassade stark vereinfacht. Detailformen der Entstehungszeit zeigen sich nur noch in der mit Zahnschnitt versehenen Gesimsgliederung, den Fensterversprossungen, den Firstziegeln und den Blumengittern der Balkone. Außerdem ist die Tür im Original erhalten.
Das viergeschossige Gebäude ist durch eine zentrale Balkonachse mit Zwerchgiebelabschluss gekennzeichnet. Der Zwerchgiebel ist mit einem Segmentbogen abgeschlossen. Jeweils seitlich davon befinden sich zwei Schleppgauben auf dem Berliner Dach. Gurtgesims und Sohlbankgesims des zweiten Obergeschosses sind mit Zahnschnitt versehen.
1921/22 gab es hier eine Buch- und Musikalienhandlung, etwas später ein Schneiderei und ein Maßgeschäft.

### Wernerstraße 40
Für den Malermeister Max Wegehaupt erbaut, wurde dieses Haus in den Cottbuser Adressbüchern erstmals 1909 als Mietshaus in der damaligen Neuen Grünstraße erwähnt. Es ist Teil einer Blockrandbebauung sowie Teil der fast zeitgleich entstandenen, zum Teil veränderten, aber geschlossen erhaltenen historischen Bebauung im südlichen Bereich der Wernerstraße.
Dieses viergeschossige Gebäude über fünf Achsen weist eine zeittypische Grundgliederung mit zentralem Erker und Zwerchgiebelabschluss auf.
Ein Gurtgesims, Putzbänderung und Fenster mit stilisiertem Sturzdekor plus Maskenmotiv prägen das Erdgeschoss.
Die Obergeschossfenster werden mit Sturz- und Brüstungsdekor senkrecht zusammengefasst und sind jeweils mit einer Faszienrahmung versehen. Jugendstilmotive wie Bänder, Rispen, Kartuschen und Voluten erscheinen in stark stilisierter Form.
Im Dachbereich schließt der geschossübergreifende Erker mit einem Austritt und geschweiftem Zwerchgiebel ab. Seitlich davon befindet sich jeweils eine Schleppgaube auf dem Berliner Dach.

### Wernerstraße 41
Erbaut für den Tischlermeister Paul Werchan, wurde dieses Haus in den Cottbuser Adressbüchern erstmals 1909 als Mietshaus in der Neuen Grünstraße erwähnt. Es ist Teil einer Blockrandbebauung im südlichen Bereich der Wernerstraße.
Zeittypisch für dieses viergeschossige fünfachsige Gebäude ist die Betonung der Mitte durch einen Erker mit Zwerchgiebel. Die ausgewogene Gliederung beruht auf Gesimsen, Rahmungen und unterschiedlichen Putzstrukturen.
So wird das Erdgeschoss nicht nur farblich hervorgehoben, sondern unterscheidet sich auch durch einen gewellten Kammputz vom glatten Sockel. Die Fenster der Seitenachsen sind paarig mit einem Zahnschnittsturz verbunden. Ein Gurtgesims und eine genutete Bandstruktur, die am Erkerfuß paarig verläuft, schließen das Erdgeschoss ab.
Die Obergeschossfenster sind durch geschossübergreifende Rahmenleisten axial zusammengefasst. Strukturputz und Maskendekor gestalten die Brüstungsfelder. Im zweiten Obergeschoss verläuft ein Sturzgesims und bildet oberhalb der Fenster eine kleine Verdachung. Zwischen Sturz- und profiliertem Traufgesims zeigt sich wieder gewellter Kammputz sowie ein Farbkontrast analog dem Erdgeschoss.
Der Erker schließt im Dachbereich mit Austritt und Zwerchgiebel ab. Seitlich davon befindet sich jeweils eine Schleppgaube auf dem Berliner Dach. Im Zwerchgiebelfeld zieht sich ein Dekorband über das gemeinsame Rahmenfeld der Zwillingsfenster. Im Oberlicht der Eingangstür befindet sich die Inschrift „umgebaut 1993“. In den Adressbüchern von 1921/22 ist hier eine Adresse für Baumaterialien verzeichnet.

### Wernerstraße 42
1909/10 für die Bauunternehmer Glatz, E. & Schulz, W. erbaut, wurde dieses Haus in den Cottbuser Adressbüchern erstmals 1913 als Mietshaus in der damaligen Neuen Grünstraße erwähnt.
Es ist Teil einer Blockrandbebauung sowie Teil der fast zeitgleich entstandenen, zum Teil veränderten, aber geschlossen erhaltenen historischen Bebauung im südlichen Bereich der Wernerstraße.
Auch an diesem viergeschossigen Gebäude zeigt sich wieder die zeittypische Betonung der Mitte durch Erker und Zwerchgiebel. 

„In der Fassade verbinden sich ganz unterschiedliche Gestaltungstendenzen. Die vom geometrischen Jugendstil beeinflussten Kachel- und Backsteinfelder verbinden sich mit Dekormotiven des ornamentalen Jugendstils wie Masken und Ornamentbänder. In den Relieffeldern mit Putten und Löwen zeigen sich dagegen die zeitgleichen neuklassizistischen Tendenzen. Die geometrische Gitterform der Einfriedung steht ebenfalls unter dem Jugendstileinfluss“

Das Erdgeschoss ist durch eine Klinkerverblendung bis zur Kämpferzone der Fenster gekennzeichnet. Sowohl im Sturzband der Erdgeschossfenster als auch in der Brüstungszone der Fenster des ersten Obergeschosses sind Backsteinfelder integriert.
Die Fenster aller Geschosse sind mit Sohlbänken aus Dachziegeln ausgestattet.
Kammputz-Lisenen flankieren die beiden Seitenachsen in den Obergeschossen. Eine Rahmung um die Erkerflächen wird ebenfalls aus Kammputz gebildet. Putten und Masken verzieren die Brüstungsfelder im zweiten Obergeschoss, während die Traufzone mit geometrischem Dekor und Kachelfeldern versehen ist. Der geschweifte Zwerchgiebel enthält zentral eine Maskenkartusche sowie ein omegaförmiges Fenster.
Auf dem Berliner Dach befinden sich zwei Schleppgauben. Die Fassade ist inzwischen teilweise stark beschädigt und bedarf einer Erneuerung. Das Adressbuch von 1934 illustriert das Leben an diesem Ort: Hier konnte man u. a. Klavierunterricht nehmen.

### Wernerstraße 43
1909/10 für die Bauunternehmer Glatz, E. & Schulz, W. erbaut, wurde dieses Haus in den Cottbuser Adressbüchern erstmals 1913 als Mietshaus in der damaligen Neuen Grünstraße erwähnt. Es ist Teil einer Blockrandbebauung, sowie Teil der fast zeitgleich entstandenen, zum Teil veränderten aber geschlossen erhaltenen historischen Bebauung im südlichen Bereich der Wernerstraße.
Ein Merkmal dieses viergeschossigen Gebäudes ist der halbrunde Seitenerker in den beiden Obergeschossen. Die wenigen Dekorformen der schlicht gestalteten Fassade stehen unter Jugendstileinfluss.

„Nicht auszuschließen ist ein Verlust des Brüstungsdekors. Bemerkenswert sind die obeliskenähnlichen Pfeiler der Einfriedung mit ägyptisierendem Dekormotiv.“

Ein geklinkerter Sockel und ein Gurtgesims in Form eines Ornamentbandes in flachem Relief prägen das Erdgeschoss. Klinkerdekor findet sich auch in den Fensterstürzen und -brüstungen wieder.
Die Obergeschossfenster sind paarweise mit geschossübergreifenden Profilleisten eingefasst und weisen in den Sturzzonen Reliefdekor auf.
Der Erker besitzt Brüstungsdekorfelder und ein zwiebelförmiges Dach, das in einen geschweiften Zwerchgiebel mit Krüppelwalm übergeht.
Auf dem Berliner Dach zeigen sich abschließend zwei abgestufte Dreiergruppen Schleppgauben.
Inzwischen ist die Fassade sanierungsbedürftig.

### Wernerstraße 44
Dieses Mietshaus wurde 1911/12 für und durch die Bauunternehmer Glatz & Schulz errichtet, die auch die südlich anschließenden Mietwohnhäuser mit identischer Grundgliederung, aber variierendem Fassadendekor errichtet haben.
Es ist Teil einer Blockrandbebauung an der Westseite der Wernerstraße. Zu sehen ist hier eine anspruchsvolle Fassadengestaltung, die mit den aufwendigen Fensterstrukturen eine ganz eigenständige Lösung aufweist.
Sein asymmetrisches Erscheinungsbild erhält dieses viergeschossige Wohnhaus durch einen Erker über dem Eingang. Putzbänderung, Fenster in eingetieften Rahmungen mit Sturzquaderung sowie ein rundbogiger Eingang mit Sturzdekor gestalten das Erdgeschoss.
In den Obergeschossen fassen geschossübergreifende Lisenen die Fensterachsen zusammen. Die Fenster selbst werden von schlichten Pfeilern bzw. im Erker von Halbsäulen flankiert.
Während die Lisenengliederung und der Erker die zeittypische Bauform darstellen, ist die Binnengliederung mit den von Säulen flankierten Fenstern dagegen ungewöhnlich.
Ungewöhnlich ist auch das Motiv der behelmten Büsten – eingefasst von Dekor mit Pflanzenmotiven – in den Brüstungsfeldern des Erkers. Eventuell gibt es hier eine motivische Verbindung zu den Freimaurern.
Ein Traufgesims verkröpft sich um den auf dekorierten Konsolen aufliegenden Erker. Im Dachbereich setzt ein Zwerchgiebel die Erkerlinie fort. Am Giebelfuß befinden sich Postamente mit Giebelplastiken und auf dem Satteldach drei kleine liegende Dachfenster.
Aus dem Adressbuch von 1930 geht hervor, dass hier neben den Hausbewohnern auch eine Likörfabrikation und Spirituosengroßhandlung ansässig war.

### Wernerstraße 46
Dieser ehemalige Komplex aus Reithalle, Stall-, Wohn- und Vereinshaus wurde 1889 erstmals als Reitanlage im Adressbuch verzeichnet. Grundstücksbesitzer war der Cottbuser Tuchfabrikant Adolf Westerkamp, für den der Bauunternehmer, Architekt und spätere Stadtrat Ewald Schulz tätig war. Heute ist das einstige Wohn- und Vereinshaus einschließlich Einfriedung denkmalgeschützt.
Es ist ein dreigeschossiges Backsteingebäude mit Zinnenabschluss, turmartig erhöhtem und risalitartig vorspringendem linken Gebäudeteil. Als Zweckbau hebt es sich in Form und Materialwahl von der umgebenden Wohnarchitektur ab. Dunkel glasierte Backsteine in Form von Mustern in den Sturzzonen, Eckakzenten sowie Bändern, die die Fenster miteinander verknüpfen, gliedern die Fassade. Ein profiliertes Backsteindekorband und ein abgewalmtes Sohlbankgesims schließen das Erdgeschoss ab. Segmentbogenfenster kennzeichnen das Erd- und das erste Obergeschoss. Im flacheren zweiten Obergeschoss befinden sich ebenfalls Segmentbogenfenster, die im rechten Gebäudeteil paarig angeordnet sind. Gleichzeitig befindet sich im Risalitbereich eine Dreiergruppe von Fenstern mit Spitzbogenabschluss.
Ein Kranzgesims mit profilreichem Dekorverband und Zinnen sowie ein Flachdach schließen das Gebäude ab. Ecktürmchen auf Konsolen verzieren zusätzlich den turmartig überhöhten Risalit.
Diese Anlage diente nur bis 1918 dem ursprünglichen Zweck. Nach dem Ersten Weltkrieg wurde sie von kleinen Handels- und Gewerbeunternehmen genutzt, z. B. Kohlen-, Baumaterialien- u. Düngemittelhandlung, später auch für Polstermaterialien (1934) und 1938 als Lebensmittelgroßhandlung.
Nach einem Innenausbau wird es seit 2012 als Wohnhaus mit Eigentumswohnungen genutzt.

### Wernerstraße 47
Dieses dreigeschossige und vier Achsen breite Gebäude wurde 1887/88 für den Fuhrwerksbesitzer Wilhelm Luckner als Wohnhaus erbaut.
Zwischen Sockel und Gurtgesims ist das Erdgeschoss durch Putzbänderung hervorgehoben. Die Fenster hier sind mit Quaderung einschließlich Schlussstein in der Sturzzone betont. Im glatt verputzten Obergeschoss werden die Fenster mittels Sohlbankgesims miteinander verbunden. Auch die kleinen quadratischen Fenster im Drempelgeschoss werden von einem Sohlbankgesims begleitet und außerdem von reichlich verzierten Konsolen im Traufbereich flankiert. Den Abschluss bildet ein Satteldach. Das ursprüngliche Erscheinungsbild ist durch Putzverluste und Einbau moderner Fenster stark verändert. Es existiert ein kleiner Vorgarten. Nach dem Fuhrwerksbesitzer Luckner war ein Kohlenhandel ansässig.

### Wernerstraße 48
Dieses viergeschossige Wohnhaus wurde 1909/10 für den Maurermeister August Patzelt erbaut.
Ein von Balkonen flankierter Mittelerker gestaltet dieses Gebäude symmetrisch.
Im Vergleich zu den Obergeschossen bildet das Erdgeschoss einen kleinen Wandvorsprung. Hier befinden sich der zentrale Eingang sowie Rundbogenfenster mit eingetieften Rahmenfeldern, die bei den paarig angeordneten Fenstern als Überfangbogen abschließen. In allen Geschossen sind die Fenster hauptsächlich paarig angeordnet und mit einer Versprossung oberhalb des Kämpfers versehen.
Der Erker schließt im Bereich des Mansarddaches mit einem Austritt ab. Seitlich des breiten Zwerchgiebels befinden sich zwei Mansardfenster.
Das historische Erscheinungsbild ist durch völligen Dekorverlust und moderne Einfriedung stark verändert worden.
Im Jahr 1998 erfolgte eine umfangreiche Sanierung, wobei das Dach abgetragen und anschließend bis ins Detail nachgebildet werden musste. Grundrisse wurden teilweise verändert und der heutigen Zeit angepasst. Eine Hofdurchfahrt, welche unter der linken Fensterachse durch den Keller des Gebäudes führt, stellt die größte Veränderung dar.
In den Adressbüchern von 1921/22 war hier die Holzhandlung Hermann Brett verzeichnet.